# Дитячий санаторій «Хрінники»
Дитячий санаторій «Хрінники» — колишній дитячий оздоровчий заклад у рекреаційній лісовій зоні на узбережжі Хрінницького водосховища. Знаходиться в управлінні Демидівської селищної ради.
Дитячий санаторій «Хрінники» розташований на півдні Рівненської області, на березі річки Стир, за 90 км від обласного центру, Рівного, і за 50 км від Луцька, за межами населеного пункту. Санаторій міг прийняти на одну оздоровчу зміну 135 дітей. Поруч проходить автошлях Т 0303, яким можна доїхати до Луцька, Демидівки, Млинова, Дубна. Неподалік природоохоронні території — дуб-велетень, урочище «Хрінники», родовище лікувальних грязей Вичавки.

## Історія
У 2014 році місцевою владою розроблена бізнес-пропозиція по залученню інвестицій в дитячий санаторій «Хрінники» з перепрофілюванням його в лікувально-оздоровчий санаторій з використанням лікувальних грязей.
У 2020 році заклад перейшов зі спільної власності громад ліквідованого Демидівського району у підпорядкування Демидівської селищної ради. З початком карантину у 2022 році переживав складні часи у зв'язку із припиненням прийому дітей на оздоровлення. З тих пір діяльність підприємства так і не відновилась. З початком повномасштабної війни на базі закладу організовано притулок для розміщення внутрішньо переміщених осіб.

## Послуги
У закладі є два ігрових майданчики, два спортивних майданчики для забезпечення роботи спортивних секцій з ігрових видів спорту. Для дозвілля та відпочинку дітей за негоди в санаторії є ігрова кімната. Для організації гурткової роботи в закладі є бібліотека. Також є літній концертний майданчик.
Територія санаторію становить 7,69 га, яка огороджена і охороняється. Оздоровчий заклад має власну артезіанську свердловину і забезпечений джерелом питної води. Також існує власна система каналізування з очисними спорудами.

## Оздоровлення
КП «Дитячий санаторій „Хрінники“» надавав медичні послуги згідно ліцензії серія АГ №570957 від 24.03.2011 року за лікарськими спеціальностями: організація і управління охороною здоров'я терапія, ортопедія і травматологія, неврологія, дитяча пульмонологія, ендокринологія, дитяча гастроентерологія, дитяча ортопедія і травматологія.